# Enteromius trispilos
Enteromius trispilos (Bleeker, 1863) è un pesce d'acqua dolce appartenente alla famiglia dei ciprinidi.

## Distribuzione e habitat
Originario dei fiumi e dei piccoli corsi d'acqua dell'Africa occidentale (Guinea, Ghana, Liberia e Costa d'Avorio).

## Descrizione
Lunghezza: raggiunge al massimo 10–11 cm.
Come tutti i pesci della famiglia dei Ciprinidi ha il corpo lungo ed affusolato, con bocca carnosa e rivolta verso il basso, munita di caratteristici barbigli laterali (2) da cui prende il nome la specie. Fa parte di un gruppo di Enteromius africani molto simili fra loro ed esteriormente distinguibili solo per piccoli particolari anatomo-morfologici (lunghezza dei barbigli e della pinna dorsale, forma e dimensioni delle macchie sui fianchi e numero di scaglie lungo la linea laterale), quali Enteromius eburneensis, Enteromius anniae, Enteromius tiekoroi e Enteromius traorei.

## Riproduzione
Simile a quella degli altri Enteromius.

## Conservazione
Non minacciato.